# Peter Fidler
Peter Fidler (Bolsover, Derbyshire, 16 de agosto de 1769 – Fort Dauphin, Manitoba, 17 de diciembre de 1822) fue un topógrafo inglés, cartógrafo, comerciante jefe de pieles y explorador que tuvo una larga carrera al servicio de Compañía de la Bahía de Hudson en lo que más tarde se convirtió en Canadá.

## Biografía
Peter Fidler nació en Bolsover, Derbyshire, Inglaterra, y seguramente recibió alguna educación. En Londres, Fidler se unió en 1788 a la Compañía de la Bahía de Hudson como obrero y fue destinado a York Factory, en la bahía de Hudson. Fue ascendido a secretario y asignado, en su primer año, a los puestos comerciales de Mánchester House y South Branch House en lo que más tarde se convirtió en la provincia de Saskatchewan. En 1790, fue transferido al puesto de Cumberland House y recibió formación en levantamientos topográficos y astronomía de Philip Turnor, que también había adiestrado a David Thompson. El 23 de diciembre de 1788, Thompson se fracturó gravemente una pierna, lo que le obligó a pasar convaleciente los siguientes dos inviernos en Cumberland House y eso dio a Fidler la oportunidad de acompañar a Turnor en sus reconocimientos.
Participó en una expedición de exploración al oeste en 1790-1792 tratando de encontrar una ruta fluvial corta y directa hacia el lago Athabaska y el Gran Lago del Esclavo, y por lo tanto una ruta hacia el océano Pacífico. También querían observar la extensión del dominio peletero de la compañía rival, la North West Company. Aunque no encontraron esa ruta fluvial,  las observaciones astronómicas más precisas hechas por Turnor permitieron localizar el lago Athabasca mucho más cerca de la bahía de Hudson.
En esa y en siguientes expediciones Fidler recopiló datos para el primero de varios mapas que produjo. La información que recogió fue incorporada en los mapas de América del Norte producidos por Aaron Arrowsmith. : 229 
Durante sus años en la empresa, Fidler estableció en 1795 el puesto de Carlton House (cerca de la actual Kamsack (Saskatchewan)) y en 1800 el de Chesterfield House. Estuvo a cargo de Cumberland House desde 1796. En 1797, estableció los nuevos puestos de Bolsover House (cerca de Meadow Lake, Saskatchewan) y de Greenwich House en Lac la Biche. En 1806, tras dos años de hostigamiento por parte de Samuel Black, comerciante de la North West Company, Fidler rindió Nottingham House en el lago Athabasca y huyó del puesto con sus hombres. Aunque se excusó con un «demasiado pocos para hacer algo por la Compañía», esa actitud le ocasionó el ser relegado del mando de los puestos de más riesgo.
Sus contribuciones más importantes y duraderas no fueron como comerciante de pieles, sino como topógrafo y cartógrafo. Sus mapas meticulosamente elaborados, que comprendían las áreas desde la bahía de Hudson hasta el lago Athabasca y las Montañas Rocosas, así como sus estudios en detalle del río Rojo del Norte, son testimonio de su dedicación y competencia.
Se casó con Mary Mackagonne, una nativa cree y juntos tuvieron 14 hijos. Fidler murió en Fort Dauphin, en la actual Manitoba, el 17 de diciembre de 1822.
En su testamento pidió que todo remanente de sus otros legados fuese colocado en un fondo y se permitiese que el interés se acumulara hasta el 16 de agosto de 1969, momento en el cual el conjunto se pagaría al siguiente heredero varón en la línea de descendencia de su hijo Peter. En 1946 ese fondo no pudo ser localizado.

## Reconocimientos

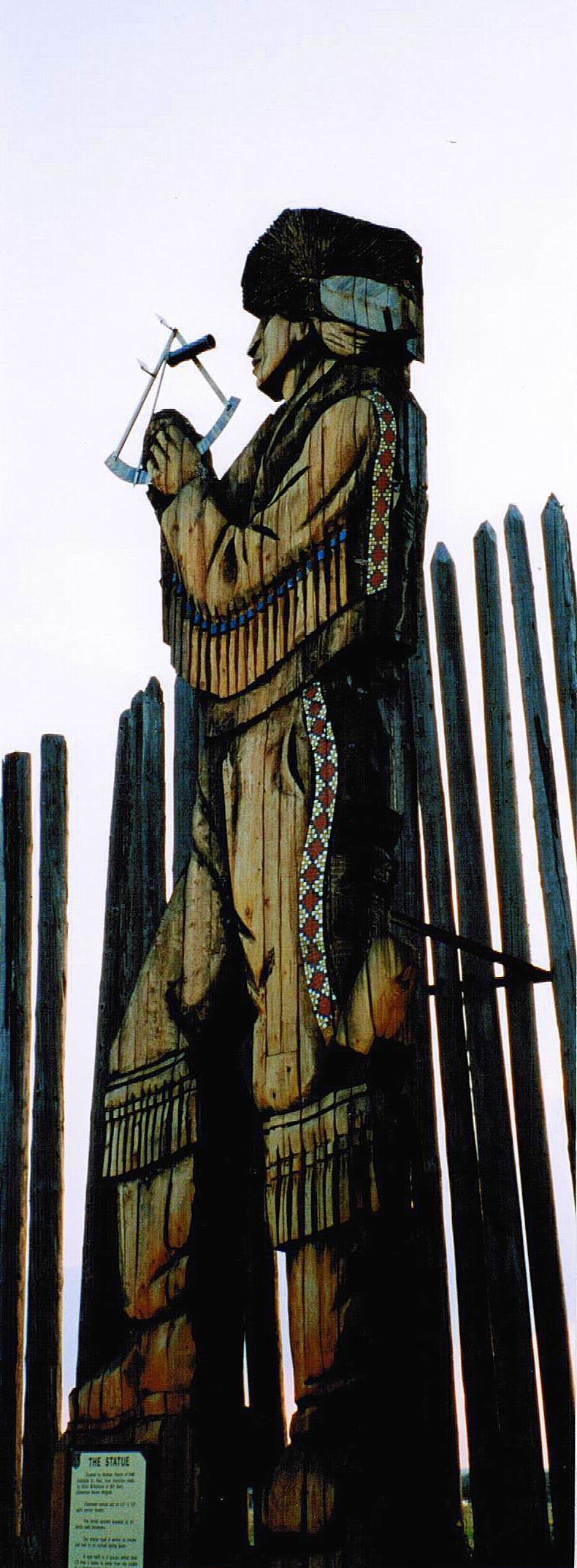
Estatua de Peter Fidler en Elk Point.

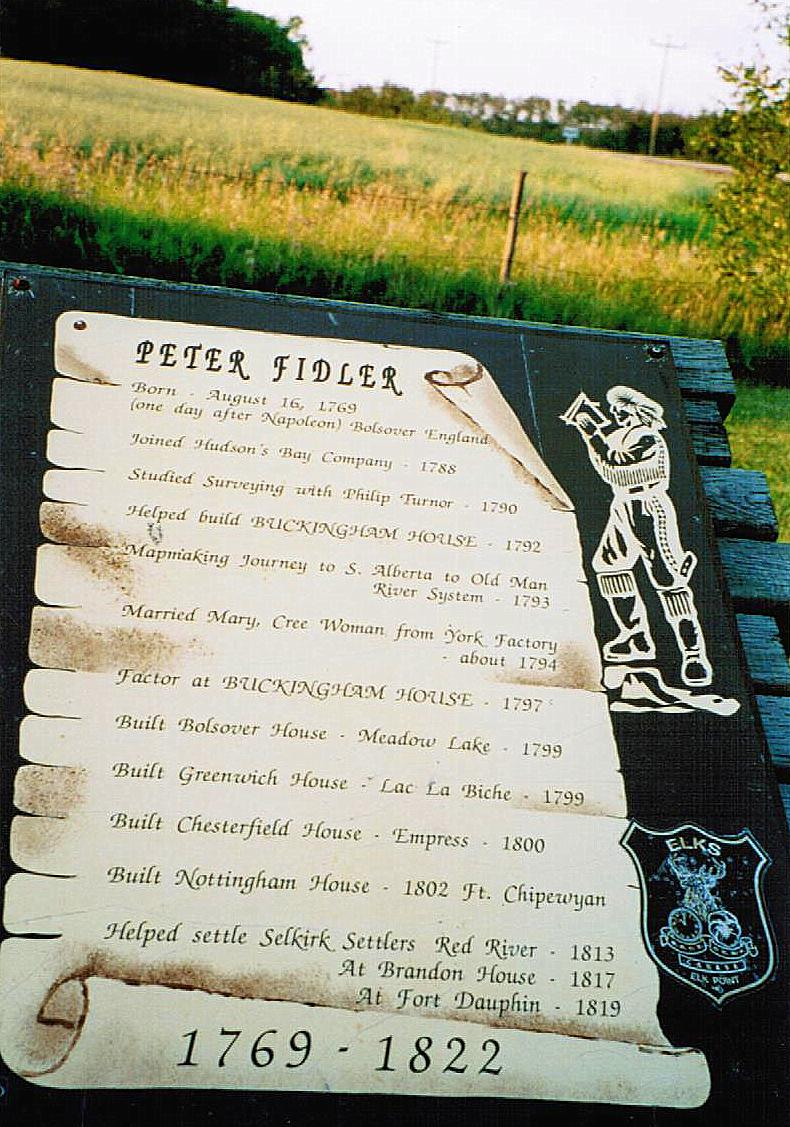
Placa conmemorativa en Elk Point.

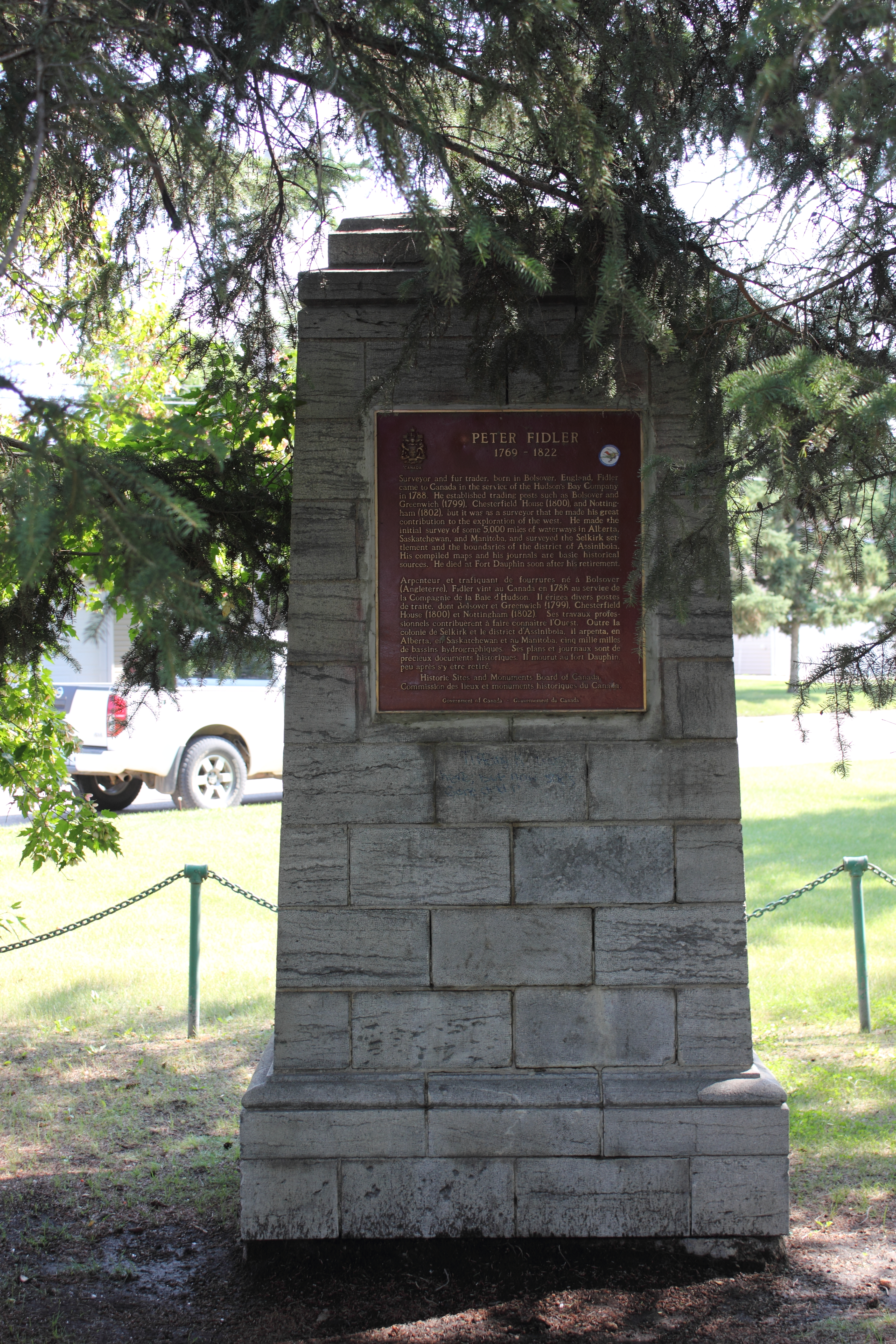
Placa conmemorativa en el lago Meadow.

En el lago Athabasca se ha nombrado una punta, punta Fidler (Fidler Point ) en su memoria. Hay un gran monumento tallado de Fidler en Elk Point, Alberta, y un monumento a su legado en Fort Dauphin creado por los topógrafos de Manitoba (Manitoba Land Surveyors).
En su ciudad natal de Bolsover, hay una reserva natural local que tiene un mojón monumental erigido en su memoria.